# Petrus Ceelen
Petrus Ceelen (* 11. Februar 1943 in Lommel, Belgien; † 10. März   2024) war ein belgischer römisch-katholischer Theologe, geistlicher Schriftsteller und Aphoristiker.

## Werdegang
Petrus Ceelen studierte katholische Theologie in Belgien, am Europaseminar in Maastricht und an der Universität Mainz. Er absolvierte außerdem eine Zusatzausbildung in Gesprächstherapie.
Anschließend arbeitete Ceelen als Sozialarbeiter in Speyer und Mainz sowie im Berliner Flüchtlingslager Marienfelde.
1971 wurde er der erste Pastoralreferent im Bistum Rottenburg-Stuttgart. Von 1975 bis 1991 war er in diesem Beruf als Gefängnisseelsorger in der Haftanstalt Hohenasperg tätig und betreute unter anderem Christian Klar und Brigitte Mohnhaupt. Von 1992 bis 2005 war er im Auftrag von Bischof Walter Kasper als Seelsorger für HIV-Infizierte und AIDS-Kranke im Großraum Stuttgart unterwegs. 2003 wurde ihm die Ehrenmitgliedschaft der AIDS-Hilfe Stuttgart verliehen.
Ceelen war verheiratet und hatte zwei Kinder. Er lebte in Tamm bei Ludwigsburg und starb am 10. März 2024 im Alter von 80 Jahren an den Folgen einer Krebserkrankung.

## Veröffentlichungen (Auswahl)
- Den Abschied buchstabieren. Das Zeitliche segnen. kbw, Stuttgart 2010, ISBN 978-3-460-30246-4.
- Halt die Ohren steif. 99 Friedhofsgeschichten. Dignity Press, Lake Oswego 2014, ISBN 978-1-937570-47-7.
- Am Rand – mitten unter uns: Vom sozialen Tod in unserer Gesellschaft. Hospiz-Verlag, Esslingen 2015, ISBN 978-3-941251-90-8.
- Die Kunst des Schweigens: Trost in Trauer und Leid. camino, Stuttgart 2016, ISBN 978-3-460-50037-2.
- Was ich dir noch sagen wollte: Letzte Gespräche. kbw, Stuttgart 2017, ISBN 978-3-460-30249-5.
- Strafe, Schuld, Reue, Sühne, Versöhnung. In: Diaconia Christi, Jg. 54 (2019), S. 65–70.